# Nina Agadjànova-Xutkó
Nina Agadjànova-Xutkó   (Krasnodar, 27 d'octubre de 1889 (Julià) - Unió Soviètica, 27 de desembre de 1974), nom complet amb patronímic Nína Ferdinàndovna Agadjànova-Xutkó, rus: Ни́на Фердина́ндовна Агаджа́нова-Шутко́, fou una guionista, revolucionària, i directora de cinema soviètica. És àmpliament reconeguda per escriure L'any 1905, el guió original del qual el Cuirassat potemkin va ser creat.

## Biografia

### Treball polític
Agadjànova primer es va afiliar als bolxevics, facció del Partit Obrer Socialdemòcrata Rus (Partit socialdemòcrata laborista rus) (que més tard es convertiria en el Partit comunista de la Unió Soviètica), al 1907 mentre estudiava filosofia i història a la universitat de Ekaterinodar. Del 1907 al 1914 va realitzar treballs il·legals per al partit, ajudant a crear xarxes bolxevics entre Vorónej, Oriol, Moscou, Ivanovo-Voznesensk, i Sant Petersburg. Del 1914 al 1915 Agadjànova va ser membre del Comitè de Vyborg del partit bolxevic en el Soviet de Petrograd. Durant aquest temps, també va funcionar com a secretària executiva de Rabotnitsa, una publicació periòdica dedicada als problemes de les treballadores. S'estima que Agadjànova va ser arrestada un total de cinc vegades i es va exiliar dues vegades durant el temps que va treballar com a revolucionària bolxevic durant la Revolució russa al 1917.
Agadjànova va participar activament tant en la Revolució de Febrer com en la Revolució d'Octubre de 1917. Després de la revolució, va ser reclutada per participar en una missió de propaganda subterrània amb les forces del Moviment Blanc a Novorossiysk i Rostov-on-Do. Més tard va escriure un guió basat en les seves experiències durant la missió titulada En les roses blanques. Al 1919 es va exercir com a membre del comitè clandestí Don Oblast del PCUS, fins que va ser reclutada per convertir-se en la secretària executiva del Comitè Militar Revolucionari de la República Socialista Soviètica de Belarús al 1920. Des del 1921 al 1922 va ser reclutada per treballar en l'ambaixada de la Unió Soviètica a Praga.

### Treball al cinema
Agadjànova va començar a treballar com a guionista el 1924 per suggeriment del seu espòs Kirill Shutko, un funcionari cultural soviètic d'alt rang. Va escriure el seu primer guió el mateix any, titulat In The White Roses (també conegut com a En la part posterior dels blancs o Darrere de les línies blanques). Un relat semi-autobiogràfic del seu temps infiltrant-se en el Moviment Blanco en Novorossiysk i Rostov-on-Don, el guió va ser comissionat per a producció en la primavera del 1925, i va ser codirigit per Boris Chaikovskii i Ol'ga Rakhmanova..

#### L'any 1905iEl cuirassat Potemkin
El 17 de març de 1925, Agadjànova va ser contractada per escriure un guió escrit per una comissió governamental establerta per commemorar el 20è aniversari de la Revolució russa de 1905. El comitè estava encapçalat per Anatoly Lunacharsky, El Comissari del Poble de la Unió Soviètica per a la Il·lustració, i els membres del comitè van incloure Agad amic proper de znahova Kazimir Malevich i el seu espòs Kirill. Agadzhanova havia d'escriure un tractament que, a la vegada, se li va confiar al cineasta Serguei Eisenstein el desenvolupament col·laboratiu de Nina, Sergei i Valeryan Pletinov en un guió. Pletinov després va abandonar el projecte a causa d'un conflicte sobre l'escriptura de crèdit en la seva col·laboració anterior amb Eisenstein en Strike. Això va deixar a la Nina i a l'Eisenstein redactar el guió junts durant la primavera i l'estiu de 1925 en Nina i la dacha del seu marit en Nemchinovka als afores de Moscou.
Inicialment, L'any 1905 es va concebre com una cobertura de diversos esdeveniments al 1905 fins i tot: La Guerra rus-japonesa; el Diumenge sagnant massacre; aixecaments populars que van ocórrer en àrees rurals i urbanes en tota la nació; la vaga general i la reacció de l'estat rus; un motí en el cuirassat rus Potemkin; contrarrevolucionario i pogroms antijudíos; i el desenvolupament d'un moviment de resistència dels treballadors en Krasnaya Presnya.
Mentre que Agadjànova i Eisenstein van tenir una relació de treball positiva, va haver-hi un cert grau de conflicte creatiu sobre el guió. Agadjànova va discrepar amb el desig d'Eisenstein d'inserir esdeveniments ficticis en el guió, inclòs un atac general entre socorristes, pintors d'icones i cambreres. Mentre que Eisenstein era un nen durant els esdeveniments de 1905, Agadjànova, deu anys major que ell, havia participat en aixecaments en Iekaterinodar quan era adolescent i es va unir als bolxevics al 1907. Agadjànova no estava d'acord amb el desig d'Eisenstein de prendre tals llibertats creatives en la seva recreació dels esdeveniments de 1905, i Eisenstein va acceptar renunciar a incorporar les seves idees més excèntriques del guió. En un assaig escrit al 1945 per a una col·lecció per celebrar el vintè aniversari de El cuirassat Potemkin, Eisenstein va escriure: "[Nina] va ser la primera civil bolxevic que vaig conèixer; tots els altres s'havien assegut en comitès militars o estaven "personal superior". Ella era simplement un ésser humà ... Ella em va inculcar un veritable sentit del passat històric revolucionari ".
A causa de limitacions de temps i problemes pressupostaris, només un capítol de "L'any 1905" va ser filmat per Eisenstein i el seu equip. Eisenstein va triar centrar-se en el motí del cuirassat rus Potemkin. El realitzador també es va diferenciar enormement del guió original durant la producció, desenvolupant l'ara famosa seqüència Odessa Steps de la pel·lícula mentre estava en el set. La pel·lícula es va estrenar l'1 de desembre de 1925 com El cuirassat Potemkin. Malgrat aquesta diversió del guió, Agadjànova finalment es va mostrar molt entusiasmat amb la pel·lícula i li va explicar a Eisenstein una carta escrita després de l'estrena de la pel·lícula. el director de fotografia Eduard Tisse, "no és un operador de càmera, és un déu".

#### Projectes després del'any 1905
Una porció no utilitzada de l'any 1905 desenvolupada principalment per Agadznahova va ser utilitzada per a una altra pel·lícula d'aniversari titulada, Krasnaia Presnaia Dirigida per Abram Room i Leo Mur, la pel·lícula va relatar l'aixecament dels treballadors armats a Moscou. Al 1929 Agadjànova coescrigué un guió per Two-Buildi-Two amb Lev Kuleixov. Kuleshov anava a dirigir la pel·lícula, però va perdre interès en el projecte una vegada que es van ordenar els rellançaments. Agadznahova va prendre el control en les repeticions, obtenint un co-director de crèdit en la pel·lícula. Al 1933, Agadznahova va col·laborar en l'escriptura de The Deserter al costat d'Aleksandr Lazebnikov i M. Krasnostavsky. La pel·lícula va ser dirigida per Vsevolod Pudovkin. Ella va col·laborar en Pudovkin, un altre projecte, al 1934 titulat The Intervention, però aquesta pel·lícula no va arribar a la producció. Entre el 1930 i el 1936 Agadshanova va treballar com a assessor de guions en els estudis Mejrabpomfilm a Moscou. Al 1945, va començar a ensenyar escriptura de guions en l'Institut de Cinematografia de l'Estat de la Unió, on va treballar durant diversos anys.